# Tường Tiến
Tường Tiến là một xã thuộc huyện Phù Yên, tỉnh Sơn La, Việt Nam.
Xã có diện tích 31,54 km², dân số năm 1999 là 1.563 người, mật độ dân số đạt 50 người/km².
Bao gồm các bản: Bản Pa, Bản Nà Pục, Bản Tặt, Bản Thín, Bản Cột Mốc
Chủ tịch: Cầm Văn Chiên
Bí thư: Cầm Văn Bằng